# Bicyclus buea
Bicyclus buea je leptir iz porodice šarenaca. Pronađena je u istočnoj Nigeriji, Kamerunu, Ekvatorijalnoj Gvineji, Angoli, DR Kongu, Ugandi, zapadnoj Keniji i sjeverozapadnoj Tanzaniji. Nastanjuje guste i podplaninske šume.
Oba spola privlači fermentirajuće voće.